# Julia Brauweiler
Julia Brauweiler (* 28. Juli 1985) ist eine deutsche Springreiterin.

## Werdegang
Bereits als 14-Jährige wurde Brauweiler in den Bundeskader berufen. Bei der EM der Junioren in Gijón im Jahr 2001 gewann sie mit Buddelei Jet Set die Goldmedaille in der Mannschaftswertung.
Bei der EM der Junioren 2003 in Sanremo holte sie mit der Mannschaft Bronze und im Einzel Gold. Mit 16 Jahren wurde ihr das Goldene Reitabzeichen verliehen. Im Jahr 2005 wurde Julia Brauweiler in Zeiskam auf Buddelei Jet Set Deutsche Meisterin der Jungen Reiter.  Nach dem Abitur im gleichen Jahr machte Brauweiler eine Ausbildung zur Pferdewirtin. Im Jahr 2006 gewann Brauweiler überraschend das Championat von Frankfurt. Inzwischen studiert sie in Osnabrück Betriebswirtschaftslehre und gewann mehrere wichtige Reitturniere und Nationenpreise für Deutschland.

## Erfolge
- 2001 1. Platz Mannschaft bei der Europameisterschaft der Junioren in Gijón
- 2003 1. Platz Einzel und 3. Platz Mannschaft bei der Europameisterschaft der Junioren in Sanremo
- 2005 1. Platz beim Nationenpreis in Poděbrady (CSIO****-W)[5]
- 2005 1. Platz bei den Deutschen Meisterschaften der Jungen Reiter
- 2006 1. Platz beim Championat von Frankfurt (CSI****)
- 2007 3. Platz beim Großen Preis der Bundesrepublik Deutschland in Dortmund (CSI***)